# 芭芭拉·雅蓋隆卡
芭芭拉·雅蓋隆卡（波蘭語：Barbara Jagiellonka，1478年7月15日—1534年2月15日），薩克森公爵夫人，波蘭國王卡齊米日四世的女兒。

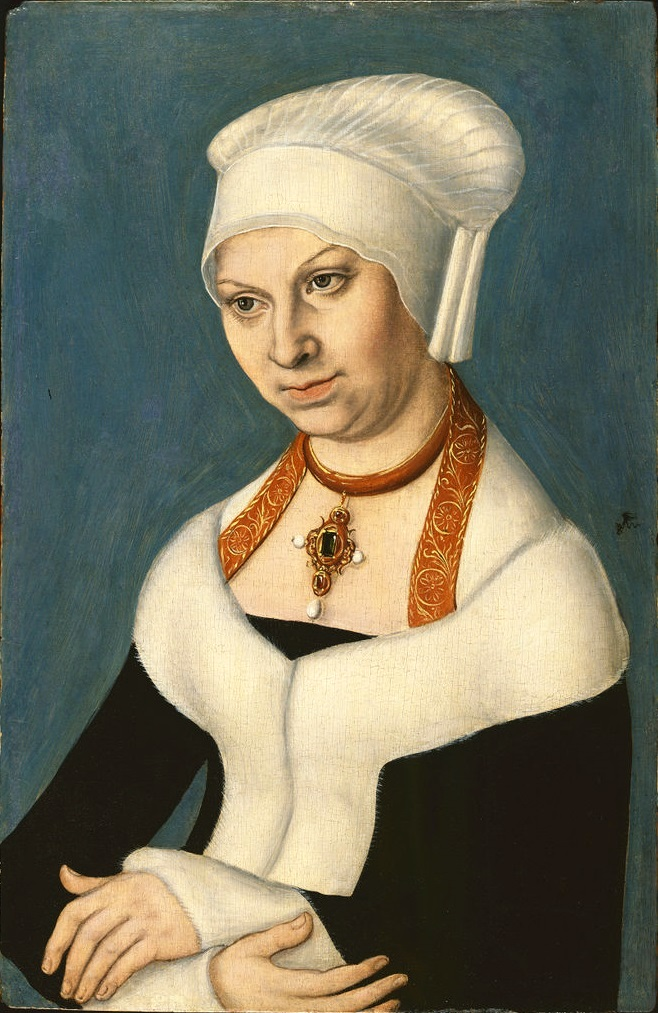

## 家庭
1496年，芭芭拉·雅蓋隆卡和薩克森公爵格奧爾格結婚，兩人共有2子2女：
1. 約翰（英语：John, Hereditary Prince of Saxony）（1498年—1537年）
2. 腓特烈（英语：Frederick, Hereditary Prince of Saxony）（1504年—1539年）
3. 克里斯蒂娜（1505年—1549年）
4. 瑪格達琳（1507年—1534年）